# إيشيانوفو
إيشيانوفو ((الروسية: Исяново)) هي بلدة ريفية (سيرو) في بايماكسكي ، باشكورتوستان، روسيا. كان عدد السكان 176 تعداد عام 2010. فيها 6 شوارع.